# 磨兒勘招討司
磨兒勘招討司是明朝藏区土司机构名称。
洪武七年设置磨兒勘招討司，辖地在今四川省甘孜藏族自治州巴塘县和西藏自治区芒康县境内，其地通过传统茶马互市和贡赐贸易和汉地保持政治经济文化交往。贡使开始一年进京一次，成化年间改为三年一贡。给与勘合从雅州进入汉地。所属官员按照明朝土官的制度承袭。